# Liste der Bodendenkmale in Mücka
In der Liste der Bodendenkmale in Mücka sind die Bodendenkmale der Gemeinde Mücka und ihrer Ortsteile nach dem Stand der Auflistung von Harald Quietzsch und Heinz Jacob aus dem Jahr 1982 aufgelistet. Eventuelle Änderungen und Ergänzungen, insbesondere aus der Zeit nach der Wende, sind nicht berücksichtigt, da für Sachsen aktuell keine neueren allgemein zugänglichen Bodendenkmallisten vorliegen. Die Baudenkmale sind in der Liste der Kulturdenkmale in Mücka aufgeführt.
| Denkmal-ID | Fundart          | Ortsteil | Bezeichnung | Zeitstellung    | Lage                                                    | Bemerkungen                                     | Bild |
| ---------- | ---------------- | -------- | ----------- | --------------- | ------------------------------------------------------- | ----------------------------------------------- | ---- |
| ?          | besonderer Stein | Förstgen | Steinkreuz  | Spätmittelalter | südöstliche Ortslage, östlich der Kirche im Pfarrgarten | Armbrusteinzeichnung, Schutz seit 27. Juli 1970 |      |